# Saturnispora mendoncae
Saturnispora mendoncae är en svampart som beskrevs av Kurtzman 2006. Saturnispora mendoncae ingår i släktet Saturnispora och familjen Pichiaceae.   Inga underarter finns listade i Catalogue of Life.